# Hjortsberga fornminnesområde

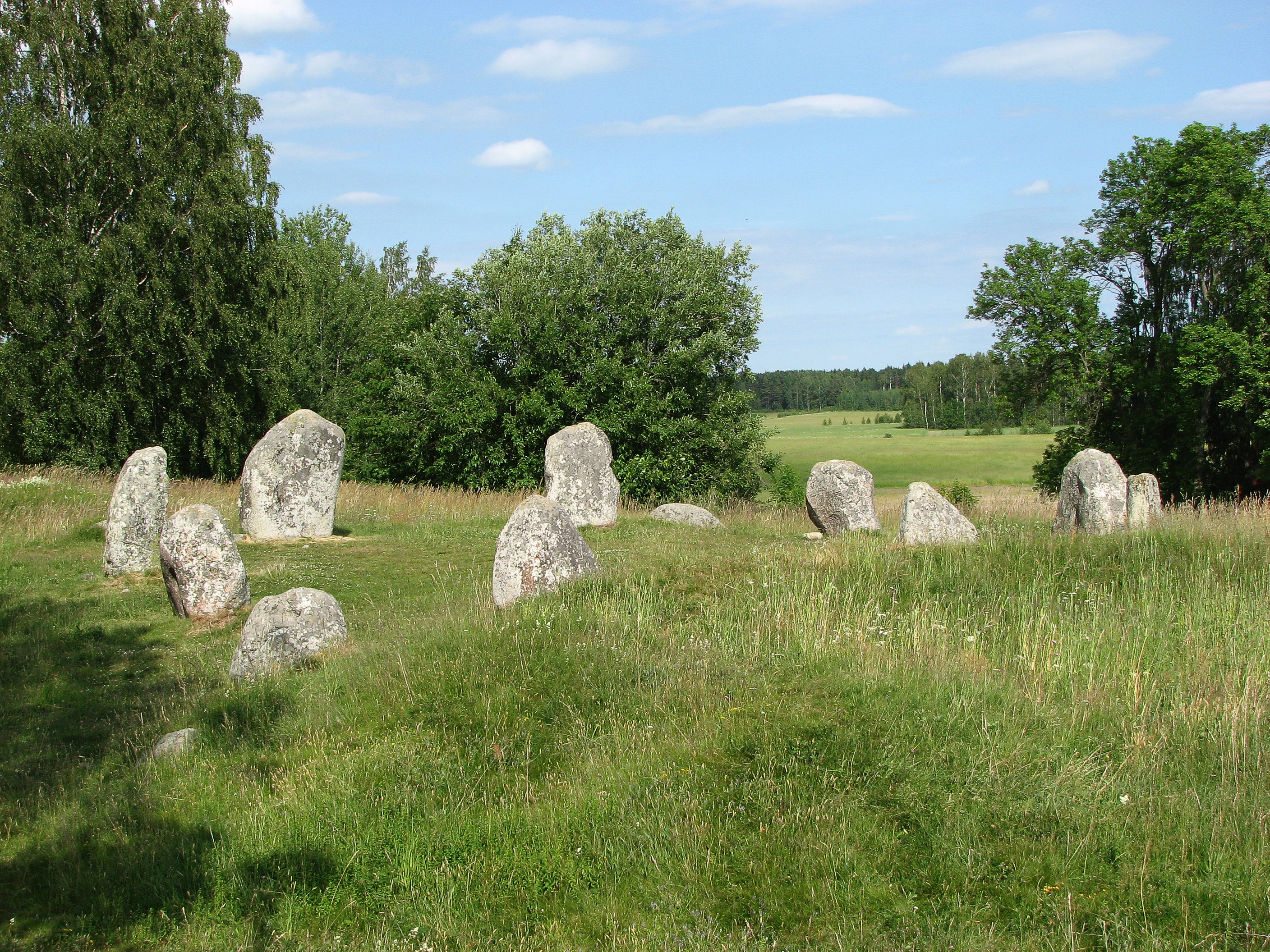
Hjortsberga domarring

Hjortsberga fornminnesområde ligger i Hjortsberga i Kumla socken i Närke, cirka tre kilometer sydost om Kumla. Fornminnesområdet är från yngre järnåldern och är ett av Närkes största gravfält med omkring 110 fornlämningar. 
På gravfältet återfinns 26 gravhögar, 81 runda stensättningar, ett gravröse, en domarring och en rest sten. De största gravhögarna är 12 meter i diameter och 1,5 meter höga. Domarringen är 13 meter diameter och består av nio resta stenar som är upp till två meter höga. Gravröset är 17 meter i diameter och 1,7 meter hög. Utanför området ligger tre husgrunder, talrika klumpstenar och röjningsrösen.
Intill domarringen ligger gravfältets äldsta röse som uppskattas vara 3000 år gammal. Yngre gravar dateras till vikingatiden för cirka 1000 år sedan. Lekebacken förvaltades fram till 2015 av Riksantikvarieämbetet och sedan av Statens fastighetsverk.